# Urologie

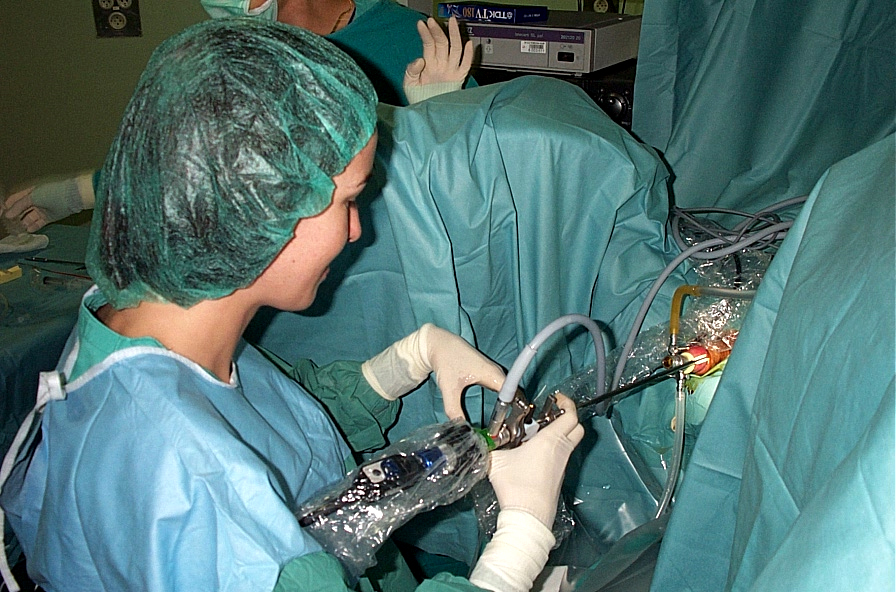
Urologie

Urologie is een chirurgische specialisatie in de geneeskunde die zich bezighoudt met voornamelijk operatieve behandelingen van de urinewegen bij de man en de vrouw, en de geslachtsorganen van de man.
Organen die onder urologie vallen zijn de nieren, urineleiders, blaas, urinebuis en de mannelijke organen penis, het scrotum met onder andere de testes, en de prostaat.
De urologie behandelt een veelheid aan totaal verschillende ziekten en problemen zoals nierstenen, prostaathypertrofie, prostaatkanker, impotentie, en seksueel overdraagbare aandoeningen; ook vasectomie wordt voornamelijk door urologen uitgevoerd.
De nefrologie, als subspecialisme van de interne geneeskunde, is de tegenhanger van de urologie. Nefrologen behandelen nierpatiënten met onder andere medicijnen en dialyse en opereren dus niet.
Basisarts · Huisarts · Specialist —
Acute geneeskunde ·
Anesthesie-reanimatie ·
Arbeidsgeneeskunde ·
Arts Maatschappij en Gezondheid ·
Arts voor verstandelijk gehandicapten ·
Beheer van gezondheidsgegevens ·
Cardiologie ·
Dermato-venereologie ·
Endocrino-diabetologie ·
Forensische of gerechtelijke geneeskunde ·
Fysische geneeskunde ·
Gastro-enterologie ·
Geriatrie ·
Gynaecologie en verloskunde ·
Heelkunde ·
Intensieve zorg ·
Interne of inwendige geneeskunde ·
Kinder- en jeugdpsychiatrie ·
Klinische biologie ·
Klinische chemie ·
Klinische farmacologie ·
Klinische genetica ·
Mond-, kaak- en aangezichtschirurgie ·
Nefrologie ·
Neurochirurgie ·
Neurologie ·
Nucleaire geneeskunde ·
Oncologie ·
Oftalmologie of oogheelkunde ·
Orthopedie ·
Otorinolaryngologie, kno-heelkunde of nko-heelkunde ·
Pathologische anatomie ·
Pediatrie ·
Plastische, reconstructieve en esthetische heelkunde ·
Pneumologie of longziekten ·
Psychiatrie ·
Radiologie ·
Radiotherapie-Oncologie ·
Reumatologie ·
Revalidatiegeneeskunde ·
Sociale geneeskunde ·
Sportgeneeskunde ·
Stomatologie of kaakchirurgie ·
Spoedeisende of urgentiegeneeskunde ·
Urologie ·
Verzekeringsgeneeskunde en medische expertise